# إذاعة قطر
إذاعة قطر هي محطة إذاعية وطنية للخدمة العامة مملوكة للحكومة القطرية، والتي تملكها وتديرها الهيئة العامة القطرية للإذاعة والتلفزيون. تبث باللغات: العربية والإنجليزية والفرنسية والأردية.

## تاريخ
في عام 1965، بدأت أول محطة إذاعية في قطر. كان تبث يوم الجمعة وتنقل القرآن الكريم والبرامج الدينية والأخبار. مهّد هذا الحدث الطريق للتشكيل الرسمي لإذاعة قطر في 25 يونيو 1968. تم البث من محطة بث الخيسة.
بدأت إذاعة قطر البث على موجة متوسطة باللغة العربية لمدة يومية إجمالية قدرها خمس ساعات خلال فترتين: ساعة ونصف في الصباح، وثلاث ساعات في المساء. في نهاية عام 1968، تمت ترقية ناقل الحركة من 10 كيلووات إلى 50 كيلووات.
زادت ساعات البث إلى تسع ساعات في عام 1969، وبحلول عام 1970 زادت إلى 13 ساعة. بحلول عام 1982، كان هناك تسعة عشر ساعة من الإرسال، وأخيراً في عام 2002 بدأت إذاعة قطر البث بدون توقف.
في محاولة لتلبية احتياجات غير الناطقين باللغة العربية، أُضيف برنامج باللغة الإنجليزية في عام 1971. كانت مدة الإرسال ساعة واحدة في ذلك الوقت، وزادت في النهاية إلى 19 ساعة بحلول عام 2004.
في عام 1979، قامت إذاعة قطر بتركيب جهاز إرسال جديد للموجة القصيرة ساعد في زيادة عدد البرامج وزمن الإرسال. بدأت المحطة في بث الإرسالات باللغة الأوردية عام 1980 على طول موجي متوسط لمدة ساعة واحدة. تم رفع هذا الوقت إلى ثلاث ساعات في عام 1989.
انطلقت خدمة القرآن الكريم من قبل إذاعة قطر عام 1992. يناقش جوانب مختلفة من القرآن ويتناول قضايا العصر الحديث في سياق الإسلام.
سنة 2016، أطلقت إذاعة قطر موقعها الإلكتروني الجديد على الإنترنت، وذلك في سياق تطوير خدماتها من أجل مواكبة عملية التطوير التي قامت بها، وأطلقت بموجبها مجموعة من البرامج المتنوعة والجديدة، مع تقديم مجموعة من الأصوات القطرية الإعلامية الجديدة.

## روابط خارجية
- الموقع الرسمي